# Julio Álvarez del Vayo
Julio Álvarez del Vayo y Olloqui (Villaviciosa de Odón, 9 de febrero de 1891-Ginebra, 3 de mayo de 1975) fue un jurista, periodista, diplomático y político español. Fue militante, primero, del Partido Socialista Obrero Español (PSOE). Años más tarde, en el exilio, radicalizaría sus posturas, por lo que fue expulsado del PSOE y formó la Unión Socialista Española (USE), uno de los grupos que integraría el Frente Revolucionario Antifascista y Patriota (FRAP), banda terrorista que bajo su liderazgo asesinó a un policía y que dirigió desde su fundación en 1971 hasta su muerte.

## Biografía
Nació en la localidad madrileña de Villaviciosa de Odón el 9 de febrero de 1891. Licenciado en Derecho por la Universidad de Madrid, se doctoró en la de Valladolid y amplió sus estudios en la London School of Economics. Durante este tiempo se afilió al PSOE y se opuso a la colaboración del mismo con la dictadura de Primo de Rivera. Antes de iniciar su carrera política estuvo de corresponsal para varios diarios -entre ellos La Nación de Argentina, El Liberal y El Sol de España y The Guardian del Reino Unido - en Estados Unidos y Europa, cubriendo la Primera Guerra Mundial. También viajó a la Unión Soviética, cuyos recuerdos plasmó en La nueva Rusia y La senda roja.
Al proclamarse la Segunda República Española en 1931 sirvió como embajador en México. Sería elegido diputado a Cortes. En 1936, antes del inicio de la guerra civil española, promovió la creación de las Juventudes Socialistas Unificadas, surgida tras la unificación de las juventudes del PSOE y el PCE. 

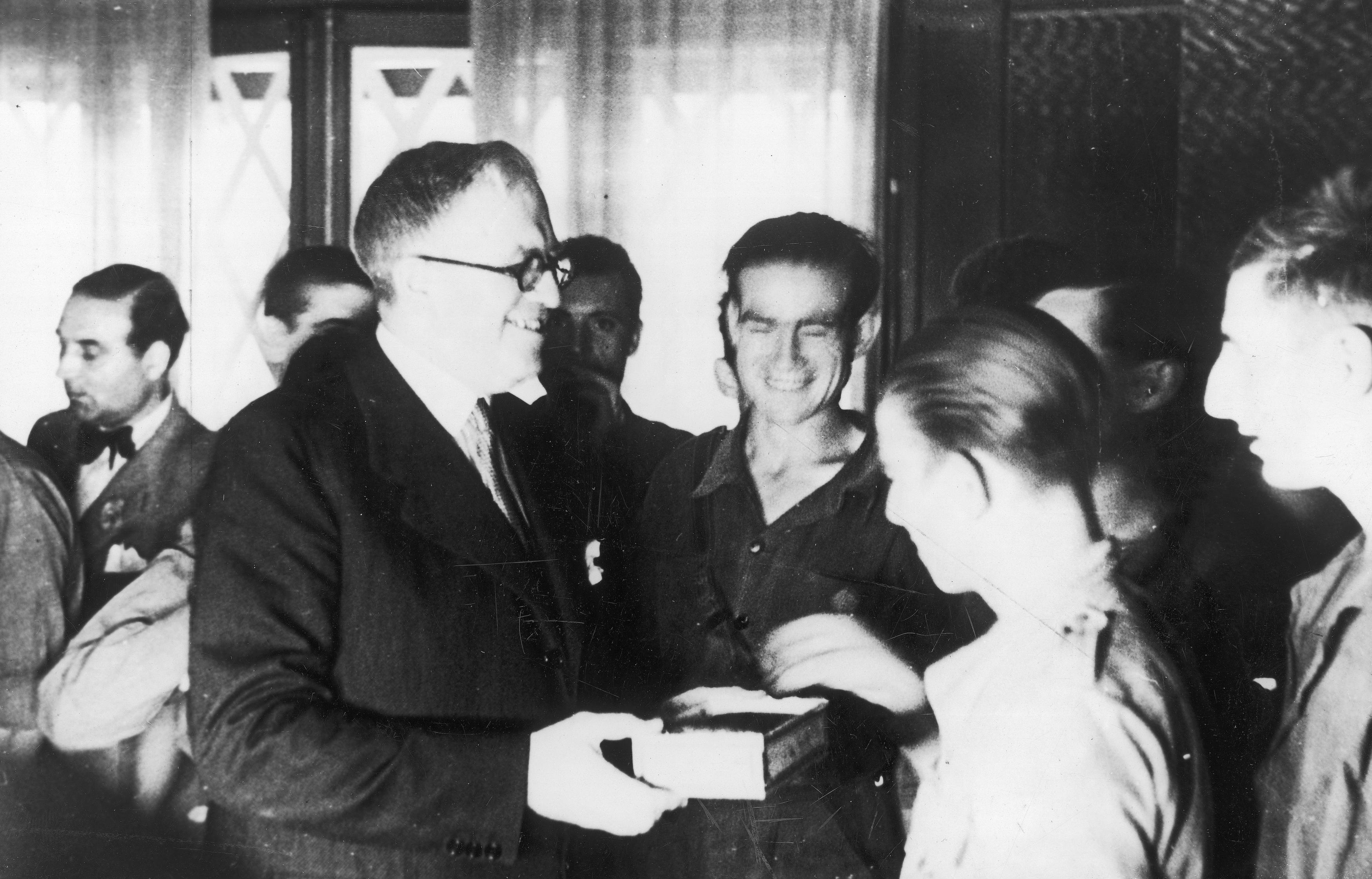
Álvarez del Vayo condecorando a soldados durante la batalla del Ebro

Al estallar la guerra fue designado comisario general del Ejército y elegido por dos ocasiones ministro de Estado: de 1937 a 1938, sustituyendo a Augusto Barcia Trelles, y al final de la guerra en 1939. Durante la contienda española tuvo un papel importante en el traslado del patrimonio histórico de los museos hacia Suiza, contando con la ayuda de arqueólogos como Pere Bosch Gimpera. En su labor como ministro de Estado trató de evitar el boicot hacia el Gobierno de la República denunciando la intervención de la Alemania nazi y la Italia fascista, y la política de no intervención franco-británica, contraria al Pacto de la Sociedad de Naciones.
Fiel a Francisco Largo Caballero durante un tiempo y partidario de la resistencia frente a las tropas sublevadas, fue nombrado por este ministro de Estado y, posteriormente, comisario general de Guerra. Su actuación en este último cargo fue muy discutida, especialmente su nombramiento de cientos de comisarios comunistas, supuestamente sin la autorización de Largo Caballero. Aunque este decidió anular dichos nombramientos, la relación entre ambos políticos se envenenó hasta el punto de que Largo Caballero llega a acusarlo en sus memorias de ser un "agente comunista". Como ministro fue polémico su intento de eliminar el derecho de asilo por parte de las embajadas extranjeras a la población allí refugiada, revirtiendo la política de su predecesor Augusto Barcia, aunque finalmente la presión internacional obligó a aceptar dicho derecho y, posteriormente, permitir la evacuación de los refugiados. Tras el fin del gobierno de Largo Caballero, fue sustituido por José Giral como ministro, pero regresó al cargo en el segundo gobierno de Juan Negrín permaneciendo en él hasta el final de la guerra. Tras la caída del frente de Cataluña marchó a Francia junto con Negrín y regresó con él de inmediato a la provincia de Alicante para mantener el gobierno en la denominada Posición Yuste hasta el fin de la guerra pocos días después. Partió al exilio desde un aeródromo ubicado cerca de Monóvar.
Desde su exilio en Estados Unidos escribiría artículos en The Nation defendiendo la causa republicana en contra del régimen franquista. Durante el exilio en Estados Unidos y México se agudizó su radicalismo, y posteriormente fue expulsado del PSOE. Fundó la Unión Socialista Española y posteriormente el Frente Español de Liberación Nacional (FELN), que junto con el Partido Comunista de España (marxista-leninista) crearon el FRAP, siendo elegido presidente del mismo, cargo que desempeñó hasta su fallecimiento en la ciudad suiza de Ginebra, el 3 de mayo de 1975.
El 24 de octubre de 2009, de acuerdo con una resolución del XXXVII Congreso Federal del PSOE, fue readmitido a título póstumo en el partido, junto con otros 35 afiliados expulsados en 1946 entre los que se contaban nombres como Juan Negrín, Ramón Lamoneda, Amaro del Rosal y Max Aub. A título individual, su importante papel internacional como ministro de Estado durante la guerra civil española no fue recuperado hasta 2016, ochenta años después de los acontecimientos, en la obra del historiador David Jorge.